# Saber Marionette
Saber Marionette (セイバーマリオネット?) es una franquicia japonesa compuesta por dos miniseries de OVAs, dos series de anime, mangas y un videojuego, creada por Satoru Akahori. La saga comenzó originalmente con la miniserie de tres OVAs llamada Saber Marionette R (セイバーマリオネット R). Luego en 1996, basándose en las novelas escritas por Satoru Akahori, nace la serie de anime Saber Marionette J (セイバーマリオネット J), mientras tanto se editaba un manga a cargo de la editorial Kadokawa Shoten. Luego le seguiría una serie de seis OVAs, Saber Marionette J Again (またまたセイバーマリオネット J), que supuestamente concluiría con toda la historia. Debido al éxito de la saga, en 1998 la historia fue extendida creándose Saber Marionette J to X (セイバーマリオネット J to X), que puso fin a las aventuras de Otaru y sus marionetas tanto en pantalla (OVAs y anime) como en papel (novelas y mangas).
Bajo el re:anime project, el estudio AIC adquirió los derechos de la saga para poder realizar una nueva animación original. Dicha animación se esperaba para el año 2017.

## Argumento
En el año 2075, El príncipe Otaru, hijo del virrey y una reina de Romana, un hombre humilde, y tiene una gran idea, Él vive en una aldea ficticia llamada Romana hacia todas las aldeas Japaness, Gartland, Nuevas Texas, Peterburg y el resto de todas las aldeas son invadidas por unos enemigos, Él es un hombre humilde es hijo del virrey y la reina de Romana se crearon 3 robots llamadas, Cereza, Lima y Zarzamora son tres androides o críaturas ánimatronicas humanoides, y Otaru intentan para luchar contra sus peores villanos y para salvar a la ciudad y aldea de Romana y Japaness, Él junto a sus 3 secuases (su equipo) intentan para proteger a las villas o aldeas, Gartland, Nueva Texas, Peterburg, Japaness y Romana, son símilares de los países de nacionalidad de China, Alemania, Estados Unidos, Rusia, Japón e Italia,él acompañan a sus tres compañeras robots intentan y se encontraron un misterioso empecinado laboratorio.
Otaru y sus 3 amigas, Lima, Cereza y Zarzamora intetan tener una misión, Él junto a sus 3 amigas se encontraron un tesoro artificial o inteligente, la población neofuturista de Romana y Japaness, se encontraron, una luz que apareció, El príncipe Otaru y sus compañeras se enteran a sus otros robots, pero en realidad, las otras tres se convierten en 3 nuevas mejores amigas en la gran villa encontrada debajo en el pueblo perturbador, y el planeta Terra II, planeta natal de la gente o los humanos son protegidos una misteriosa raza alienígena, y luego, Las chicas de ADN acommpañan a Otaru, para protegerse en la gran ciudad rescatada en la normalidad, después de la derrota de unos enemigos del siglo XXI d. C..
Otaru y el resto, Lima, Cereza y Zarzamora intentan para rescatar a Lorelai de las garras de un enemigo del planeta Terra II, Y luego, Otaru se enamora de una bella criatura maravillosa llamada Lorelei, y luego él se enamora de ella, y junto a las pequeñas, Lima, Cereza y Zarzamora puedes jugar en la gran habitacíon del laboratorio.

### Saber Marionette J
Los sucesos en la saga de Saber Marionette J tienen lugar 300 años después de lo ocurrido en la Mesopotamia. En el pacífico país de Japanes vive un joven común y corriente llamado Otaru Namiya, tiene mucho coraje y trabaja duro para pagar el alquiler de su apartamento en la villa Kasahari vendiendo pescado. Un día, luego de una pelea con otro habitante de la ciudad llamado Mitsurugi Hanagata y sus secuaces, Otaru cae a un río y la corriente lo arrastra hasta un museo abandonado, allí Otaru despertará por accidente a la primera marioneta sable, Lima, luego activará a Cereza y finalmente a Zarzamora. A diferencia del resto de las marionetas, las marionetas sables tienen sentimientos, esto se debe a que poseen dispositivos conocidos como "circuitos virgenes" (乙女回路, おとめかいろ, Otome Kairo), que son los que les brindan emociones y sentimientos, como reír o llorar, y la capacidad de razonar.
Como base para ésta historia existe un contexto turbulento sobre Terra II, un conflicto bélico y de expancionismo de Gartland, dirigida por el ambicioso fürher Fausto X, por sobre las cinco naciones restantes, las cuales luchan insesantemento por conservar su soberanía. Fausto intentará penetrar en Japanes, pero el shogún Ieyasu Tokugawa XV no dejará que su país caiga tan fácilmente.
El fürher Fausto X es el único que conserva intactos los recuerdos sólidos de Fausto I, y tanto Fausto como Ieyasu, estaban enamorados de Lorelei, que fue tomada como rehén por la Mesopotamia ya que ésta estaba "enamorada" de Lorelei también, y ellos son cosientes de que ella sigue viva dentro de la Mesopotamia, y es la única fémina de la especie humana que puede ser una esperanza para el renacimiento de la mujer en Terra II, pero para rescatarla nesecitaban engañar a la computadora de dicha nave y entregarle los circuistos con las características de Lorelei, pero antes éstos tenían que madurar dentro del cuerpo de una marioneta, y así Ieyasu y Fausto comenzaron una carrera por ver quién liberaba a Lorelei primero.
Así, Ieyasu creó a las marionetas sable Lima, Cereza y Zarzamora, que representan la inocencia, el sentimiento materno y la fuerza de Lorelei, respectivamente. Fausto, por su lado, fabricó a sus marionetas, a las que llamó "muñecas sable": Panta, Lince y Tigresa, pero no consiguió que sus marionetas maduraran por medio de la fuerza
Sin embargo, Ieyasu fue paciente y esperó a que consiguiera a alguien que pudiera hacer que sus circuitos maduren, y en este papel entra Otaru. Otaru logró que los circuitos virgenes de Lima, Cereza y Zarzamora maduraran, porque él las ve no como simples androides, sino como seres humanos con sentimientos, y cuando Otaru se entera de que ellas deben sacrificarse para rescatar a Lorelei él se opone rotundamrnte, y decide ir el mismo a la Mesopotamia a salvarla bordo del JapanesGR, un robot gigante que protege la ciudad. Más tarde se da cuenta de que sus marionetas se habían infiltrado en el robot y engañan a Otaru, poniéndolo a salvo en una cápsula rumbo a Terra II y sacrificando sus vidas para salvar a Lorelei y al resto de Terra II.

### Saber Marionette R
Los hechos en serie de OVAs de Saber Marionette R tienen lugar en la nación de Romana en el año 500 de Terra II, que serían 200 años después de la saga J. En este futuro la mujer ya esta casi restaurada, mientras que las marionetas sables ya se han convertido en algo que solo la aristocracia puede adquirir.
Ésta historia reza sobre Júnior, el hijo menor del virrey de Romana y como éste junto a sus marionetas Lima, Cereza y Zarzamora buscan derrotar a Máscara, su hermano mayor, que escapa de prisión y tiene como objetivo matar a todo su clan y convertirse en el nuevo gobernante de su país.
Las marionetas Lima, Cereza y Zarzamora de esta saga no tienen nada que ver con las Lima, Cereza y Zarzamora de la saga J. Probablemente solo compartan el nombre en homenaje a las heroínas del pasado, es decir, las de la saga J.

## Anime

### Saber Marionette R
SM Girls: Saber Marionette R o simplemente Saber Marionette R, es la primera parte de la saga Saber Marionette en aparecer en forma de OVA que cuenta la historia de 3 marionetas (マリオネット) llamadas Lima (Lime), Cereza (Cherry) y Zarzamora (Bloodberry) que le pertenecen a Junior, hijo del virrey de Romana, quien será heredero al trono. Su hermano, Máscara, tiene otras tres marionetas llamadas "Sexadolls" las cuales lo ayudarán en su intento por tomar el poder de Romana.

### Saber Marionette J
Empezada en 1996 hasta 1997, Saber Marionette J cuenta la historia de un muchacho llamado Otaru Namiya, que descubre en distintos lugares a 3 marionetas: Lima (Lime), Cereza (Cherry) y Zarzamora (Bloodberry). Estas marionetas tienen el llamado Circuito Virgen (Otome kairo) que le da a ellas emociones, sentimientos y una personalidad determinada por el circuito. Pero a su vez se muestra como el país de Gartland liderado por el führer Fausto sigue con las hostilidades a las otras ciudades estado, pero el país de Japanes liderado por el shogún Ieyasu Tokugawa resiste todos sus ataques con éxito. Esto es crucial en la historia, ya que la rivalidad entre estas dos ciudades no solo se basa en el expansionismo de Gartland, sino también en que ambos líderes buscan lo mismo, rescatar a Lorelei. Otaru jugará un papel muy importante además de ser el protagonista, ya que el ayudará a salvar a Japanes junto a sus marionetas. Así la historia versa sobre la vida de Otaru y sus marionetas además del contexto en que este vive.

### Saber Marionette J Again
La historia se desarrolla inmediatamente después del final de Saber Marionette J, después de que las marionetas regresan de la nave Mesopotamia. Todos regresan a su vida normal, hasta que un día las marionetas de Fausto se aparecen en el desayuno, Fausto le explica a Otaru por medio de una carta que el propósito de que sus muñecas sable estén ahí es para que Otaru hiciera madurar sus circuitos vírgenes y también para hacerlas capaces de vivir en sociedad, a excepción de Tigresa, cuyo circuito virgen quedó seriamente dañado en los capítulos finales de Saber Marionette J, por lo tanto, le pide a Lorelei que repare el circuito virgen de Tigresa.
Pero entre toda la paz y tranquilidad, hay un problema: montones de cosas están desapareciendo, y se culpa a una marioneta, la Chica del Viento, esta marioneta hace estragos por todo Japonés, robándole su tesoro más preciado a Hanagata (una esfera con Otaru haciendo pose de héroe) y a Panda, una espada que Fausto le había regalado.
Al ser una serie de OVAs, Saber Marionette J Again cuenta con mejores efectos y algunos realizados por computadora.

### Saber Marionette J to X
Ocurre después de Saber Marionette J Again, dicha serie se torna más dramática que las otras series de la saga J. En esta las marionetas expresan su profundo deseo de ser humanas. También se muestra la vida en Japanes después de que Gartland se convirtiera en el país democrático de Germania. Pero entre tanta paz surge de nuevo Gartland, pero liderado por un nuevo Fausto, clonado por el Doctor Hess para cumplir sus planes. Después de la derrota de Gartland, el doctor Hess va a Xi'An donde empezará la odisea de Otaru y sus tres marionetas hasta el desenlace de la serie.

## Personajes
En esta lista solo se encuentran los personajes principales de cada una de las sagas de Saber Marionette.

### Saber Marionette R
Júnior (ジュニア Junia?)
Voz por: Yuka Imai
Júnior tiene 10 años, es el segundo hijo del Virrey de Romana y es hermano menor de Máscara. Al inicio de la historia le obsequia a Lima, quien recién ha despertado y no entiende muchas cosas. Huye cuando asesinan a su padre y lo buscan culpándolo. A diferencia de su hermano Máscara quien fue clonado, Júnior es hijo de una madre de verdad (en ese entonces se restablecieron las mujeres en Terra 2). Se entera de que su hermano creó a las Marionetas Pervertidas, a Lima, Cereza y Zarzamora.
Lima (ライム Raimu?)
Voz por: Megumi Hayashibara
A diferencia de la Lima de Saber Marionette J tiene la apariencia de una niña de 10 años, el cabello corto y apariencia de tomboy. Lima es una marioneta recientemente creada y por eso no conoce mucho el mundo. Lo primero que hace es ir a pelear con otras marionetas en torneos, es muy buena peleando pero no sabe controlar su poder, por eso Zarzamora decide entrenarla. Al final madura, y ayuda a Zarzamora en su pelea con Brid y logra derrotar a Edge, se hace fuerte y promete a Júnior que siempre estará a su lado. Es una niña muy entusiasta e inocente.
Cereza (チェリー Cheri?)
Voz por: Yuri Shiratori
A diferencia de la Cereza de Saber Marionette J tiene la apariencia de una niña de 12 años y usa un vestido rosa. Cereza es una marioneta muy inteligente y siempre quiere estar al lado de Júnior y por eso se encela de Lima y Zarzamora. Es muy romántica y de mal genio. Al principio no confía en el poder descomunal de Lima, pero lo hace y acompaña a Júnior y Lima en el trayecto a casa. Al principio no se le ve en muchas peleas ya que mayormente no está equipada con estas habilidades.
Zarzamora (ブラドベリー Buradoberī?)
Voz por: Akiko Hiramatsu
A diferencia de la Zarzamora de Saber Marionette J tiene la apariencia de una niña de 14 años, el cabello más corto y la ropa menos provocativa. Es la consejera del Virrey de Romana, padre de Júnior quien en el inicio fue asesinado por Máscara y las Marionetas Pervertidas. Se culpa de no haber podido salvar al Amo Virrey y para vengarse decide entrenar a Lima. Aparentemente se sacrifica para salvar a Júnior, sin embargo, al final se le ve ilesa pero inconsciente, así que se le supone viva. Antes de la batalla contra Brich, esta le da un beso a Júnior siendo ella la única que ha tenido contacto de este tipo con el susodicho durante toda la serie (a excepción de cuando Lima le "limpia" la cara en el tranvía). Tiene una similitud con la otra Zarzamora, ya que es la más fuerte y agresiva de las tres aunque también se le ve que es la más madura y cuerda.

### Saber Marionette J
Otaru Namiya (間宮小樽 Mamiya Otaru?)
Voz por: Yuka Imai
Es un joven de 18 años común y corriente que vive en los Apartamentos Kasahari (かさはり長屋, Kasahari nagaya), en Japanes. Él no terminó la escuela y es pobre. Le gusta trabajar (ha trabajado vendiendo pescado, dulces, arreglando tejados, etc.) y es muy responsable. Es muy amable y trata a las marionetas como si fuesen humanas, característica que le permitió despertar a Lima, Cereza y Zarzamora. Se parece mucho a Ieyasu Tokugawa cuando este era joven. Es muy bueno en las artes marciales. También al tratar a las marionetas como personas y no como robots hizo que el circuito virgen de Lima, Cereza y Zarzamora maduraran.
Lima (ライム Raimu?)
Voz por: Megumi Hayashibara
La primera Marioneta Sable que despertó Otaru. Esta estaba escondida en un sótano secreto debajo del "Museo de los Pioneros de Japanes". Representa el carácter de la Inocencia. Es una Marioneta Sable con circuito virgen un tanto hiperáctiva, adolescente y alegre parecido al de una niña pequeña.
Cereza (チェリー Cherī?)
Voz por: Yuri Shiratori
La segunda Marioneta Sable que despertó Otaru. Esta estaba escondida dentro del "Castillo Japanes". Representa el carácter de la Maternidad. También es una Marioneta Sable con circuito virgen con un carácter amable, calmada (pero no cuando se enoja), intelectual y culta, o sea un arquetipo de la mujer japonesa ideal. Es la única de las Marionetas de Otaru que tiene la habilidad de analizar la fuerza y técnicas de sus enemigos. Cereza es buena cocinando a diferencia de Lima y Zarzamora pero tiene una apariencia de una niña lo cual no le agrada que le recuerden.
Zarzamora (ブラドベリー Buradoberī?)
Voz por: Akiko Hiramatsu
La tercera y última Marioneta Sable de Otaru. Esta estaba escondida en la estatua de la fuente de agua a las afueras del castillo Japanes. Zarzamora representa el carácter de la Virtud. Es la marioneta más fuerte de Otaru. Es la que parece más adulta de las tres, literalmente ella es la que saca a Cereza de sus casillas, especialmente sus delirios con Otaru.
Mitsurugi Hanagata (花形 美剣 Hanagata Mitsurugi?)
Voz por: Takehito Koyasu
El vecino y el "mejor" amigo de Otaru (según el mismo Hanagata). Es hijo del hombre más rico de Terra 2. Trataba muy mal a Otaru antes de descubrir sus sentimientos románticos hacia él. Es muy estrafalario y es el personaje que le da el toque cómico a la historia, porque es ridículo. Antes de que apareciera Lima este personaje despreciaba a Otaru porque el trataba a las marionetas como personas, pero al final cambió un poco su forma de ser.
Ieyasu Tokugawa (徳川家安 Tokugawa Ieyasu?)
Voz por: Kenichi Ogata
El shogún de Japanes y uno de los pioneros. El actual shogún es el duodécimo. A diferencia de la otra gente de Japanes es un clon primario al cual se le trasmiten los recuerdos de los Ieyasu predecesores y su apariencia no cambia. Ieyasu Tokugawa Primero estaba enamorado de Lorelei al igual que Fausto Primero. El actual shogún es un hombre amable y de gran carácter, que vive en el castillo Japanes y que se preocupa de gobernar sabiamente. A pesar de que los conocimientos se transmiten por ser un clon primario Ieyasu no recuerda muy bien a Lorelei solo la recuerda bien por una foto de ella que está en el "museo de los pioneros de Japanes". Él conoce todo sobre las marionetas y los circuitos vírgenes.
Hikozaemon Oekubo (大江久保彦左衛門 Ōekubo Hikozaemon?)
Voz por: Shigeru Chiba
Es el amigo y secretario del shogún. Tiene mal carácter, pero es una buena persona que está dispuesto a dar la vida por el shogún literalmente. Obedece las reglas al pie de la letra y no permite que se rompan aunque nadie le coloca cuidado, en especial Lima.
Baikou (梅幸 Baikō?)
Voz por: Ai Orikasa
Marioneta guardiana del castillo Japanes. Tiene grandes habilidades de lucha. A pesar de no tener circuito virgen demuestra emociones.
Tamasaburou (玉三郎 Tamasaburō?)
Voz por: Maria Kawamura
Marioneta guardiana del castillo Japanes. Tiene grandes habilidades de lucha al igual que su compañera Baikou. A pesar de no tener circuito virgen demuestra emociones.
Souemon Obiichi (帯市蒼右衛門 Obiichi Sōemon?)
Voz por: Nobuo Tobita
Maestro de arte marciales de Otaru. Este ayudó a Otaru desde que era niño, además de entrenarlo. Es un hombre enigmático y amable. Esconde un gran secreto.
Gennai Shiraga (白髪 源内 Shiraga Gennai?)
Voz por: Yūichi Nagashima
Vecino de Otaru que vive en los apartamentos Kasahari. Es ya viejo. Es un brillante inventor, de muy buen carácter y amable, muy amigo de Lima.
Yumeji Hanagata (花形 夢二 Hanagata Yumeji?)
Voz por: Urara Takano
Es el hermano menor de Hanagata y es muy parecido a él. Amigo de Lima y de los Pontas, que son unos animales de diversos colores que viven en Terra 2.
Lorelei (ローレライ Rorerai?)
Voz por: Yuri Amano
Brillante científica de la Tierra que viajaba a bordo de la Mesopotamia y la única mujer biológica que existe en Terra 2. Creó el sistema operativo de la Mesopotamia al cual le agregó cualidades humanas, pero sus emociones eran inestables así que se rebeló contra los tripulantes y la tomó como amante. Por 300 años estuvo dormida en una cámara criogénica hasta que fue rescatada. Desde entonces vive en el país de Japanes al amparo de Baikou y Tamasaburou. Ella refundó el Museo de los Pioneros de Japanes. Su personalidad es algo enigmática.
Fausto (ファウスト Fausuto?)
Voz por: Hikaru Midorikawa
El Führer de Gartland, cuyo nombre completo es Gerhard Von Faust (ゲルハルト・フォン・ファウスト, Geruharuto Fon Fausuto). El actual Fausto es un hombre cruel, muy autoritario que guarda mucho odio, aunque no siempre fue así, ya que cuando era niño y antes que el noveno Fausto le implentara los recuerdos era muy bondadoso. El actual Fausto es un clon primario y es el décimo desde Fausto Primero, o sea desde el Fausto que llegó a Terra 2 hace 300 años. Al igual que Ieyasu está enamorado de Lorelei a la que prometió salvar de la Mesopotamia y para ello no ha escatimado en costos.
Tigresa (ティーゲル Tīgeru?)
Voz por: Urara Takano
La primera marioneta sable que fue despertada por el noveno Fausto para el décimo Fausto. Ella lo conoció antes que le implantaran los recuerdos y se volviera un hombre muy cruel. Es la contraparte de Lima, en cuanto al carácter que representa y habilidades de lucha, aunque Tigresa usa un látigo. Es una marioneta muy fiel a Fausto.
Lince (ルクス Rikusu?)
Voz por: Yūko Mizutani
Marioneta sable de Fausto. Contraparte de Cereza, en cuanto al carácter que representa, habilidades de lucha e inteligencia. Tiene la habilidad de restaurar sistemas mecánicos. Es una marioneta fiel a Fausto.
Panta (パンター Pantā?)
Voz por: Kikuko Inoue
Marioneta sable de Fausto. Contraparte de Zarzamora, en cuanto al carácter que representa y habilidades de lucha. Es una marioneta muy militarizada. Tiene como habilidad especial un poderoso rayo que lo lanza desde su ojo derecho. A diferencia de sus compañeras, ella es algo rebelde y le replica a Fausto sus decisiones.
Doctor Hess (ドクターヘス Dokutā Hesu?)
Voz por: Tomohiro Nishimura
El sombrío y brillante científico de Gartland, colaborador de Fausto. Él fue el encargado de traspasarle los recuerdos al décimo Fausto. En Saber Marionette J to X cobrará más importancia.
Gettel (ゲッテル Getteru?)
Voz por: Kenyuu Horiuchi
Comandante de las fuerzas armadas de Gartland. Es un hombre autoritario y cruel. Sigue al pie de la letra los mandatos de Fausto, al que le tiene gran respeto y miedo.

### Saber Marionette J Again
Marina (まりん Marin?)
Voz por: Maya Okamoto
Es la marioneta sable de Nueva Texas. A diferencia de las marionetas sables de Otaru y Fausto, esta tiene 3 circuitos virgen. Fue escondida en el fondo del mar por Joey, ya que tenía defectos. A diferencia de las otras marionetas puede controlar el plasma.
Joey (ジョイ Joi?)
Voz por: Hiroyuki Oshida
Presidente de Nueva Texas (New Texas), en este caso el diseño es totalmente diferente que al mostrado en Saber Marionette J y tiene una personalidad cruel y egoísta. Está muy preocupado por su fama entre la población de Nueva Texas.

### Saber Marionette J to X
Yang Ming (楊明 Yan Min?)
Voz por: Nobuo Hibita
Profesor del próximo emperador de Xi'An. Hombre amable, pero que oculta sus verdaderas intenciones tras su simpática sonrisa. Inventor brillante y colaborador del Doctor Hess.
Ayashi Shirase (白瀬明石 Shirase Ayashi?)
Voz por: Kappei Yamaguchi
Acróbata de Circo. Su parecido con Otaru hará confundir los sentimientos de Zarzamora. En Xi'An la ayudará.

## Videojuego
El videojuego Saber Marionette J Battle Sabers fue desarrollado por Bandai y lanzado el 28 de marzo de 1997 a un precio de ¥7.800 para PlayStation en Japón y por lo tanto se encuentra solo en idioma japonés. Es un juego de lucha donde aparecen las marionetas: Lima, Cereza, Zarzamora, Baikou, Tamasaburou, Tigresa, Lince y Panta. Además aparece una marioneta especial que solo aparece en el juego: Apple (アップル).